# Гренинген
Гренинген (њем. Gröningen) град је у њемачкој савезној држави Саксонија-Анхалт. Једно је од 35 општинских средишта округа Берде. Према процјени из 2010. у граду је живјело 3.902 становника. Посједује регионалну шифру (AGS) 15083245.

## Географски и демографски подаци
Гренинген се налази у савезној држави Саксонија-Анхалт у округу Берде. Град се налази на надморској висини од 99 метара. Површина општине износи 59,7 km². У самом граду је, према процјени из 2010. године, живјело 3.902 становника. Просјечна густина становништва износи 65 становника/km².